# Helmut Schnellenbach
Helmut Schnellenbach (* 30. August 1937 in Gelsenkirchen) ist ein deutscher Verwaltungsrechtler und war Präsident des Verwaltungsgerichts Gelsenkirchen.
Nach seinem Abitur am Grillo-Gymnasium in Gelsenkirchen studierte Schnellenbach an den Universitäten Bonn und Köln Rechtswissenschaften und promovierte dort auch. Nach seinem zweiten Staatsexamen war er zunächst Richter am Landgericht Essen. 1965 wechselte er zum Verwaltungsgericht Gelsenkirchen. Nach wiederholten Abordnungen an die Staatskanzlei des Landes Nordrhein-Westfalen wurde er 1972 zum Richter am Oberverwaltungsgericht für das Land Nordrhein-Westfalen ernannt. 1978 wurde er Präsident des Verwaltungsgerichts Gelsenkirchen. Dieses Amt hatte er bis zu seiner Pensionierung 2001 inne. Seit 1981/1982 ist Schnellenbach zudem Honorarprofessor für Verwaltungsrecht an der Universität Bochum. Er publiziert zum Beamtenrecht und sonstigen öffentlichen Dienstrecht und ist in diesem Bereich auch als Sachverständiger und Gutachter tätig.

## Veröffentlichungen (Auswahl)
- Beamtenrecht in der Praxis, 8. Aufl., München 2013. ISBN 9783406588150
- Öffentliches Dienstrecht, 2. Aufl., Berlin 2010. ISBN 978-3-8305-1752-8
- Die dienstliche Beurteilung der Beamten und der Richter, Loseblattsammlung.
- als Mitautor: Das Mandat im Beamtenrecht, in: Heribert Johlen / Michael Oerder (Hrsg.), Münchener Anwaltshandbuch Verwaltungsrecht, 3. Aufl., München 2012. ISBN 978-3-406-61907-6
- Konkurrenzen im öffentlichen Dienst, 2015